# 蓋爾萬德山
46°37′43″N 12°12′57″E / 46.62861°N 12.21583°E
蓋爾萬德山（義大利語：Geierwand），是意大利的山峰，位於該國東北部，由博爾扎諾-南蒂羅爾自治省負責管轄，屬於普拉格瑟多洛米蒂山脈的一部分，海拔高度2,088米。